# Ieva Kubliņa
Ieva Kubliņa (ur. 8 lipca 1982 w Rydze) – łotewska koszykarka, występująca na pozycjach silnej skrzydłowej lub środkowej, reprezentantka kraju, olimpijka.

## Osiągnięcia
Na podstawie, o ile nie zaznaczono inaczej.

### NCAA
- Uczestniczka rozgrywek turnieju NCAA (2001, 2003, 2004)
- Laureatka nagrody – największy postęp konferencji Big East (2002)
- Zaliczona do:
  - I składu Big East (2003)
  - II składu Big East (2002, 2004)
- Liderka konferencji Big East w:
  - średniej:
    - punktów (2002 – 15,6)
    - bloków (2003 – 1,9, 2004 – 2,4)

  - liczbie bloków (2002 – 86, 2003 – 62, 2004 – 73)

### Drużynowe
- Mistrzyni:
  - Ligi Bałtyckiej (2005, 2006)
  - Francji (2012)[4]
  - Turcji (2013)
  - Litwy (2005, 2006)[5]
- Wicemistrzyni:
  - Czech (2010)
  - Łotwy (2009)
  - Węgier (2013, 2014)
- Zdobywczyni pucharu:
  - Czech (2010)
  - Węgier (2014)[6]
- Finalistka Pucharu Francji (2012)
- Uczestniczka międzynarodowych rozgrywek:
  - Euroligi (2004–2010, 2011–2013)
  - Eurocup (2010/2011)

### Indywidualne
(* – nagrody przyznane przez portal eurobasket.com)
- Zaliczona do składu honorable mention węgierskiej (2011)*[7]

### Reprezentacja
Seniorska
- Uczestniczka:
  - igrzysk olimpijskich (2008 – 9. miejsce)
  - mistrzostw Europy (2005 – 6. miejsce, 2007 – 4. miejsce, 2011 – 8. miejsce)
  - turnieju FIBA Diamond Ball (2008 – 4. miejsce)
  - kwalifikacji:
    - olimpijskich (2008 – 5. miejsce)
    - do Eurobasketu (2003, 2005, 2007, 2011)

Młodzieżowe
- Uczestniczka 
  - mistrzostw:
    - świata U–21 (2003 – 8. miejsce)
    - Europy:
      - U–20 (2000 – 12. miejsce, 2002 – 4. miejsce)
      - U–18 (1998 – 12. miejsce, 2000 – 10. miejsce)

  - kwalifikacji do Eurobasketu:
    - U–20 (2000, 2002)
    - U–18 (1998, 2000)